# Водоохоронна зона
Водоохоро́нна зона — територія вздовж русла річки, зайнята рослинністю, яка охороняє воду від прямих надходжень поверхневих стоків, забруднення долини річки. 
У межах водоохоронної зони обмежена господарська діяльність, яка здійснюється з урахуванням вимог щодо охорони річок і водойм від забруднення, засмічення та замулення, а також з додержанням правил архітектури планування приміських зон та санітарних вимог у порядку, що встановлюється Постановою Кабінету Міністрів України.  У ст. 47. закону України "Про землеустрій" передбачено розробку проекту землеустрою, яким визначаються фактичні межі водоохоронної зони та режим використання цих земель (територій). Відповідно до Порядку визначення розмірів і меж водоохоронних зон та режиму ведення господарської діяльності в них, затвердженого Постановою Кабінету Міністрів України від 08.05.96 N 486, замовниками проектів повинні бути органи водного господарства та "інші спеціально уповноважені органи", однак на практиці - це органи самоврядування та суб'єкти господарювання - землекористувачі.
Правовий режим водоохоронних зон визначається чч. 3 - 5 ст. 87 Водного кодексу України. В межах водоохоронних зон допускається господарська діяльність згідно законодавства та документації із землеустрою, але забороняється приватизація земель. Обмеження, обтяження, Межі землекористувань, водокористувань, надра-користувачів  мають бути оприлюдненні у формі відкритих даних (див. Орхуська конвенція).
На території водоохоронних зон забороняється:
1) використання стійких та сильнодіючих пестицидів;
2) влаштування кладовищ, скотомогильників, звалищ, полів фільтрації;
3) скидання неочищених стічних вод, використовуючи рельєф місцевості (балки, пониззя, кар'єри тощо), а також у потічки.
В межах зон можуть виділяти прибережні захисні смуги шириною:
- Для малих річок, струмків і потічків, а також ставків площею менше 3 гектарів - 25 метрів;

- для середніх річок, водосховищ на них та ставків площею більше 3 гектарів - 50 метрів;

- для великих річок, водосховищ на них та озер - 100 метрів.
- Уздовж морів та навколо морських заток і лиманів встановлюється прибережна захисна смуга шириною не менше двох кілометрів від урізу води  [Архівовано 28 квітня 2015 у Wayback Machine.]

Частина таких зон, крім того, періодично затоплюється річкою. Водоохоронні зони перебувають в державній та комунальній власності. Дані землі слід лишати під природним трав'яним покровом, насаджувати дерева та кущі, які часто й самі ростуть завдячуючи наявності вологи.
- За кордоном за участі громадськості з середини 90-х років ХХ ст. отримала розвиток практика ревіталізації річок - як одна з форм охорони вод і збереження водоохоронних зон на урбанізованих територіях . В Україні це питання також потребує розробки[1].